# Путнісит
Путнісит — мінерал, що складається із стронцію, кальцію, хрому, сірки, вуглецю, кисню та водню. Був виявлений на півострові «Полярний ведмідь» у графстві Дандас, Західна Австралія в 2007 році під час гірничих розробок. Після ідентифікації та визнання IMA у 2012 р. мінерал був названий на честь австралійських мінералогів Ендрю та Крістін Путніс з Університету Мюнстера.
Путнісит має унікальні хімічні та структурні властивості, і, схоже, не пов'язаний з жодним із існуючих мінералогічних сімейств. Має унікальне поєднання елементів: перший мінерал, що поєднує стронцій і хром; також перший карбонат-сульфатний мінерал, що містить стронцій.
Кристали напівпрозорі фіолетові, але мають виразний плеохроїзм (від блідо-фіолетового до блідо-голубувато-сірого залежно від кута спостереження) і залишають рожеві смуги при натиранні на рівній поверхні.
Твердість за шкалою Мооса 1,5-2. Виміряна щільність 2,20 г/см³.
Путнісит зустрічається у вигляді малих (<0,5 мм) кубоподібних кристалів у вулканічних породах на підкладці з кварцу та майже аморфного силікату хрому.